# 요시노초역
요시노초역(일본어: 吉野町駅, よしのちょうえき)은 일본 가나가와현 요코하마시 미나미구에 있는 철도역이다. 역 번호는 B14이다.
1972년에 폐지된 요코하마 시 전차의 요시노초3초메 전차 정류장과 같은 장소에 있다.

## 타는 곳
| 1 | ■ 블루 라인 | 가미오오카・도쓰카・쇼난다이 방면                        |
| 2 | ■ 블루 라인 | 간나이・요코하마・신요코하마・센터 미나미・아자미노 방면 |

## 이용 현황
- 1일 평균 승차 인원
  - 2008년: 6,390명
  - 2009년: 6,684명
  - 2010년: 6,840명
  - 2011년: 6,677명

## 역세권 정보
- 미나미오타 역 - 게이힌 급행 전철 본선
- 국도 제16호선
- 가나가와 현도 21호선
- 히에신사 (요코하마 시 미나미 구)

## 역사
- 1972년 12월 16일: 영업 개시.
- 2007년 6월 9일: 스크린도어 사용 개시.

## 인접역
| 요코하마 시 교통국 ■ 지하철 1호선(블루 라인) | 요코하마 시 교통국 ■ 지하철 1호선(블루 라인) | 요코하마 시 교통국 ■ 지하철 1호선(블루 라인) |
| -------------------------------------------- | -------------------------------------------- | -------------------------------------------- |
| B13 마이타 쇼난다이 방면                     |                                              | 반도바시 B15 아자미노 방면                   |